# ソーセージ
ソーセージ（英語: sausage）は、鳥獣類の挽肉または刻み肉を塩や香辛料で調味し、食べられる袋状の物（ケーシング）に充填した食品。伝統的な保存食として世界各地でハムよりも古くから作られた。
日本語では、腸詰め（ちょうづめ）と表現される。ドイツ語ではヴルスト（ドイツ語: Wurst）、フランス語ではソシス（フランス語: saucisse）と総称するなど、各地で同様の製法をとる食品にはさまざまな呼称がある。

## メリット
下記のような多くのメリットがあるため、定番の人気商品となっている。
製造工程におけるメリット
- ミンチにするため、肉の部位にあまり拘ることなく、肉質が多少悪くても加工できること。
- 異なる部位の肉や、豚肉と鶏肉などを混ぜることで、味に深みや個性を出したりコストを下げられること。
- 肉のうまみを逃がさず凝縮できること。
- 香辛料や燻製などで風味を加えられること。

使用におけるメリット
- 冷蔵庫でも長期保存でき、肉よりも日持ちがすること。
- 一般家庭でも保管がしやすいこと。
- 短時間に調理でき、調理ミスが少なく美味しいこと。
- 肉よりも柔らかく、子供や高齢者にも食べやすいこと。
- 比較的に低価格で購入でき、どの店でも入手がしやすいこと。
- 加熱調理後に冷めても美味しいうえ、再加熱もできるため弁当にも使えること。

## 歴史
後期ラテン語のサルスス（salsus、「塩漬にした」）に由来するサルシキウス（salsicius）の単数女性形サルシキア（salsicia）から転じた古北部フランス語ソーシッシュ（saussiche）が語源。
紀元前8世紀の古代ギリシアの、ホメロスによる長編叙事詩『オデュッセイア』には、山羊の胃袋に血と脂身を詰めた兵士の携行食として登場している。
美食家として知られるアルピウスが書いたとされる有名なレシピ集には、ルカニカ(lucanica)と呼ばれる燻製ソーセージが含まれる。その名前は、ギリシャ人によって一部植民化されたルカニアという地域にちなむ。
2007年にドイツのヴァイマールの研究者が、チューリンガー・ロストブラートヴルスト(Thuringer Rostbratwurst)に関する1432年の法律を発見している。豚肉でつくるソーセージはつくった朝のうちに食べなければならないという法律であった。

## 製法

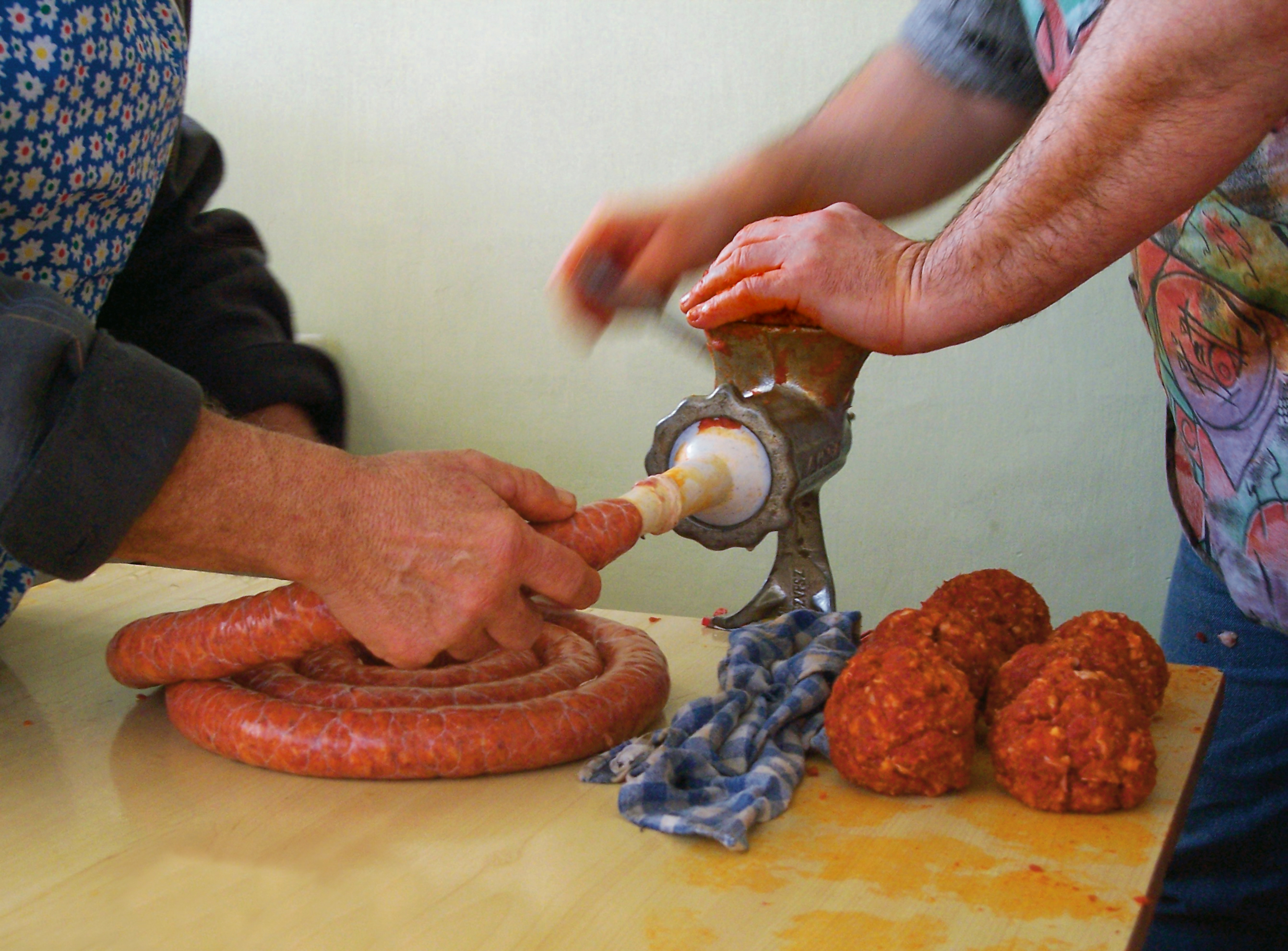
ソーセージフィラーを使ったソーセージ作り（ハンガリー）

温度管理に気を付ける
ひき肉は事前まで冷蔵庫に入れて冷やしておき、家庭で手作りする場合には、スタッファーやボウルも冷凍庫で冷やしておき、肉をこねるときにも「氷」を数個入れてミキサーを使うなど、低温を保つ必要がある。肉が温まると、赤身と油がうまく混ざらずパサパサになるためである。
カッターで混ぜる
「ひき肉」に、香辛料、塩、氷のほか、食中毒防止のため亜硝酸ナトリウムを加えて、食品用カッターに入れる。香辛料は、ホワイトペッパーなどをベースに、オニオン、カエンペッパー、ナツメグ、キャラウェイ、コリアンダー等を好みに応じて入れる。
3000回転でかき混ぜてから、「ブロック肉」と塩を加えて、さらに混ぜていく。これが「粗挽きソーセージ」の歯応えになる。刃を逆回転にして練っていく。
空気を抜く
上記において完成したものを、何度か叩いて空気を抜く。
ケーシングに詰めて成型する
原則として、肉・塩をケーシングに詰めて成型する（ケーシングを用いないものも存在する）。塩を入れる理由は、有害な微生物の増殖を抑制することと、筋繊維タンパクを溶解させ肉同士を結合させるためである。
種類によってはパン、小麦粉、米、オートミール、コーンミール、春雨など、デンプン質の素材を混ぜることもある。調理時にこれらが肉から出る水分や脂肪を吸収することで、ソーセージを縮みにくくさせるためである。
肉をケーシングに詰める作業には、絞り袋、もしくは専用の絞り器や「ソーセージフィラー」と呼ばれる機械を用いる。ソーセージフィラーはシリンダー状の本体に何らかの動力が組み合わされたもので、ケーシングを口金にセットして圧力をかけると挽肉が押し出される仕組みになっている。
加熱したときに膨張して破裂しないよう、小さい針でところどころに穴を開けておく。
吊るして乾燥させる
上記が出来上がったら、吊るして少し乾燥させてから、燻製などを行う。
保存処理をする
保存食とする場合、こののちにしかるべき保存処理を行う。保存のための加工方法は乾燥、燻製、発酵、煮沸など多岐にわたる。このように、製造過程ですべての処理を済ませ、そのまま食べられるものを調理済みソーセージと呼ぶ。これを行わず、製造後数日経って食べることを想定したものを生ソーセージと呼ぶ。
日本のソーセージ業界では、ボツリヌス菌の繁殖を抑える目的で、亜硝酸ナトリウム(発色剤)の添加が食品衛生法により義務付けられている。

## 種類
大きさ、原材料の動物、中に詰める肉の粗さ、調味料とその有無、肉と脂肪との比率、血液の有無、保存方法とその有無などは、地域や用途によって大きな差異が存在する。

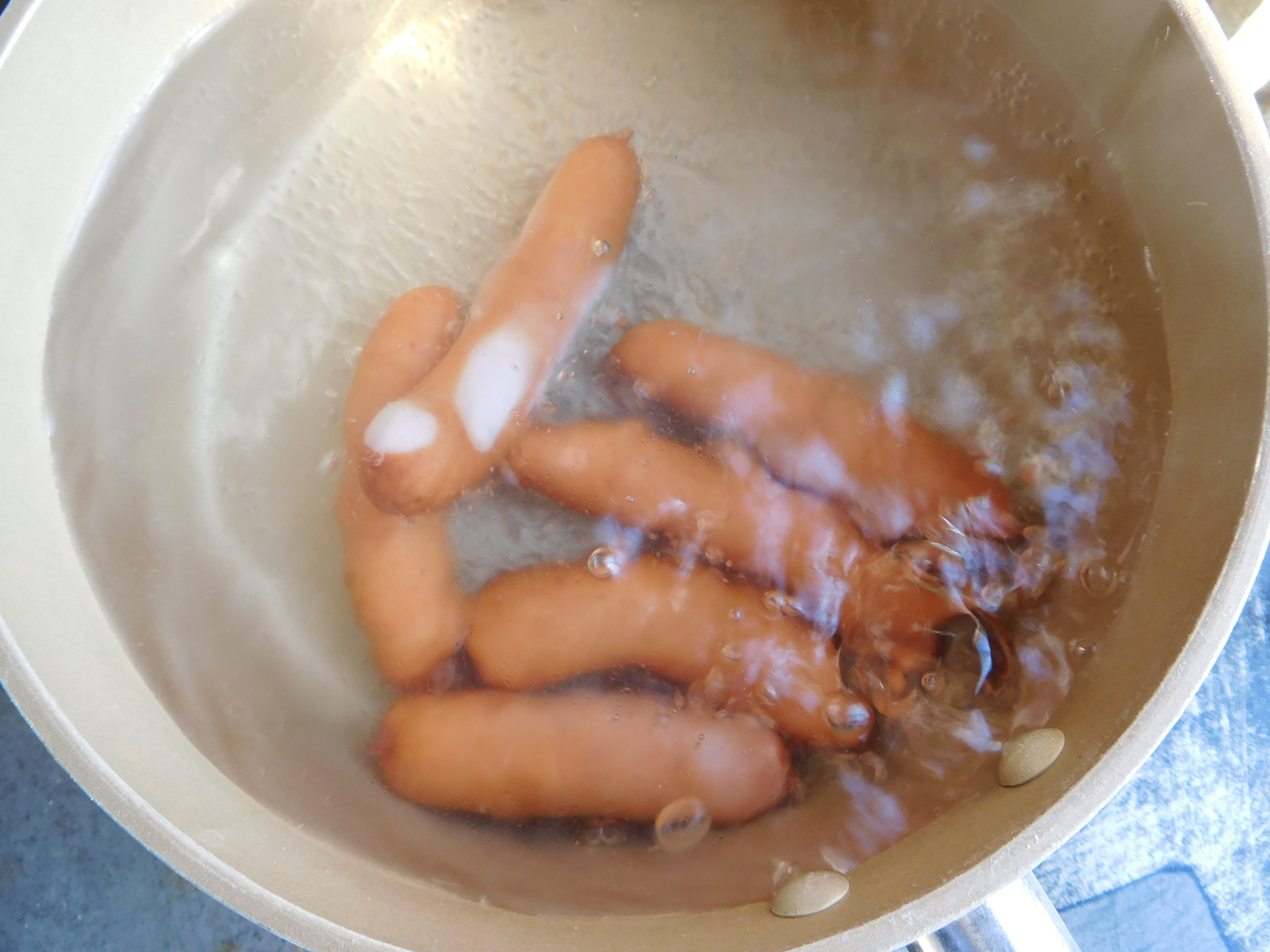
日本で流通しているソーセージ（シャウエッセン）

### 製造法別
- ドライソーセージ
- セミドライソーセージ

### 産地別
- ヨーロッパ・ロシアなど
  - ドイツ - ドイツのソーセージ参照
    - ドイツのヴルストは、地名を冠して呼ぶことが多い。地方ごとに多種多様な形態があり、フランクフルト産の場合をフランクフルター・ヴルスト（フランクフルト風ソーセージ）と呼んでいる。
    - 細くて長いテューリンガー・ヴルスト、短いニュルンベルガー・ヴルストやミュンヒナー・ヴルストなど、様々な種類がある。
    - ドイツのソーセージに似た郷土料理に、赤身肉やジャガイモをメス豚の胃に詰めてゆでたプファルツ風のプフェルツァー・ザウマーゲンがある。また、メットをソーセージの中身のように調味して、パンなどに塗りつけ食するという料理法もある（メットヴルスト参照）[8]。

  - オーストリア - もっとも簡単な食事としてソーセージを茹でて甘いマスタードとパンを添えて出す。茹でるソーセージには数種類ある。日本のウィンナーソーセージを2倍の長さにし、赤く染めていないものであり、子供も大人も好むフランクフルター（「フランクフルトのソーセージ」という意味）が最も一般的である。これはドイツの「ヴィーナー・ヴュルストヒェン」（ドイツ語版）と同類である。伝説ではフランクフルトでソーセージつくりを学んだ肉屋がウィーンで売り出したからお互いに「フランクフルトから来た」「ウィーン名物の」ソーセージと呼ばれるという。日本のウィンナー・ソーセージの長さのものは「ミニ・フランクフルター」、非常に長いものは「ザッハー・ヴュルステル」と呼ばれる。他にはチーズが入った1960年代に考案の ケーゼクライナーや、香辛料のパプリカが入ったハンガリー東部発祥の「デプレツィーナー」（ドイツ語版）などがある。
  - オランダ - メトヴォルスト
  - フランス - ブーダン、トゥールーズ、リヨネーズ、アンドゥイエット（英語版）
  - イタリア - サラミ、チポラータ（英語版）、モルタデッラ（ボローニャソーセージ）
  - 東ヨーロッパ諸国およびイスラエル - キシュカ
  - スロヴェニア - クランスカ・クロバサ（クランスキーソーセージ）
  - ポーランド - キェウバーサ（英語版）
  - ハンガリー - ハンガリーサラミ（コルバース（ハンガリー語版）
  - ロシア - カルバサー（ロシア語版）
  - スペインおよびラテンアメリカ諸国 - チョリソ
  - ポルトガル - リングィーサ
  - イギリス - ブラックプディング
    - イギリスのソーセージに似た郷土料理に、羊の内臓を羊の胃袋に詰めてゆでたスコットランドのハギスがある。
- 南北アメリカなど
  - アメリカ合衆国・カナダ - ペパロニ、アンドゥイユ、ブレックファスト・ソーセージ（ケーシングを使わないソーセージ）
- アジア・中東・北アフリカなど
  - 日本 - カルパス（※ヨーロッパのドライソーセージをアレンジした日本独自の加工食品）、魚肉ソーセージ
  - 中国 - 中国ソーセージ（臘腸（中国語版）、紅腸、香腸）
  - 台湾 - 豬血糕
  - 朝鮮半島 - スンデ
  - タイ王国 - ネーム、サイクローク・イーサーン
  - トルコ - シェフターリ・ケバブ（トルコ語版）
  - マグリブ諸国 - メルゲーズ
    - リビア - オスベーン

### 原料別
肉は、食のタブーに合わせた種類が用いられる。北アフリカでは豚肉の代わりにハラールの羊肉を使い赤唐辛子をきかせた腸詰があり、移民の多いフランスでも一般的である。ユダヤ人人口の多いニューヨークでは、牛肉製のフランクフルトやサラミが市販されている。
- ブラッドソーセージ - 血を腸に詰めたもの。
- レバーソーセージ - 材料の肉の一部をレバーに置き換えたもの。
- 魚肉ソーセージ

### 肉を使用しないソーセージ
ベジタリアンやヴィーガンのために、肉を使用していない、ソーセージの味や食感を模倣した食品があり、国によっては市販されている。これは、豆腐、セイタン、ナッツ、豆果、マイコプロテイン、大豆タンパク質、野菜などでできており、他の肉代替食品と同様に、肉の味や食感に近づけるための形状や味付けがされている。
また、ベジタリアン向けというわけではないが、伝統的な料理の中にも「ソーセージ」を称しながら肉を使用していないものがある。ウェールズのグラモーガン・ソーセージは肉の模倣はしておらず、野菜の味が生かされている。大豆のソーセージは1916年にドイツで発明されたものであるが、ベジタリアン向けに作られたわけではなかった。当時ケルン副市長で後にドイツの首相となるコンラート・アデナウアーが第一次世界大戦中の肉不足の対策として考案したもので、ケルナー・ブルスト（Kölner Wurst、ケルン・ソーセージ）と命名された。

## 日本
日本農林規格ではソーセージは、「肉を動物の腸などに詰めた食べ物」の総称であり、ウインナーやフランクフルト、チョリソーなどの種類がある。昔は、羊の腸を使ったソーセージをウインナー、豚の腸を使ったソーセージをフランクフルト、牛の腸を使ったソーセージをボロニアソーセージと定義していたが、製法が発達してケーシングには人工の薄い皮を使っている製品も誕生して以降は動物の腸の種類ではなく、ケーシングの太さによって、呼び名の区別をしている。羊の腸より豚の腸の方が太いので、ウインナーよりフランクフルトの方が見た目が太く、牛の腸を使うイタリアのボロニアはさらに太くなっている。
現行の定義でウインナーは「羊腸のソーセージ」又は「太さが20mm未満のソーセージ」の最小サイズ、フランクフルトは「豚腸のソーセージ」又は「太さが20mm以上36mm未満」、あまり普及していないがボロニアは「牛腸のソーセージ」又は「太さが36mm以上」の最大サイズとなっている。チョリソーは肉の製法が異なるソーセージの種類であり、一般的にソーセージがひき肉を使用するのに対して、刻み肉を使用したソーセージである。
更に階級があり、特級を「豚肉、牛肉のみ使用。結着材料を一切使用していないモノ」、上級を「豚肉、牛肉のみ使用。結着材料は5％以下、でん粉含有率が3％以下」、標準を「羊、うさぎ、鶏など、牛豚以外を混合。結着材料は10％以下、でん粉含有率が5％以下」と定めている。

### 日本のソーセージ史
1970年（昭和45年）に日本ハム・ソーセージ工業協同組合より発行された『食肉加工百年史』においても、今日肉製品と呼ばれているハム、ベーコン、ソーセージ類の製造がいつごろから開始されたかは明確には知りがたいとされている。食肉加工に関する文献では、1892年（明治25年）に博文舘より発行された農学士、今関常次郎の著書『農産製造萹』に腸詰の製法の記述がある。本格的な製法は、1910年（明治43年）2月1日から3月2日に渡る30日間、農商務省種畜牧場渋谷分場にて開催された豚肉加工講習会で、農商務省嘱託技師であった飯田吉英により都道府県派遣の技術者に公開された。飯田は米国イリノイ州に留学して豚肉加工技術を学んでおり、この加工技術は主に米国式のものである。
一方民業では、1910年（明治43年）にドイツ人コックであったマーチン・ヘルツが横浜市山下町にて小規模ながら純ドイツ式のハム・ソーセージの店を開き、外国人に販売していた。千葉県匝瑳郡東陽村（現・山武郡横芝光町）から、山下町にあった豚肉卸問屋であった江戸清に見習いに来ていた大木市蔵（以下、市蔵）は、1912年（明治45年）、マーチン・ヘルツに弟子入りドイツ式ハム・ソーセージの加工技術を学ぶ。1914年（大正3年）、第一次世界大戦が開戦となると日独は交戦国となり、ドイツ人であったマーチン・ヘルツは収容所へ入れられそうになったが、市蔵が当時の神奈川県知事に掛け合い、最小規模の食肉加工業を知事より許され、ヘルツと市蔵はハム・ソーセージの製造販売会社、合資会社サシズヤ商会を設立し市蔵が代表者となる。市蔵は大正6年11月1日に開催された「第1回神奈川県畜産共進会」に日本で初めて出品し、1920年（大正9年）に独立。横浜市元町1丁目に合名会社大木ハム製造商会を設立。自身の事業に励むかたわら、大正末期から昭和初期にかけて東京帝国大学や東京農業大学で食肉加工技術の講義を担当するとともに、農商務省の嘱託（無給）で各地で豚肉加工の講習会を行い技術を各地に伝えた。また、自身の工場にも多くの弟子を受け入れ、1人前になるとその技術を必要とする企業の要望に応じ派遣した。1937年（昭和12年）に発行された大木ハム製造商会のパンフレットには、市蔵が日本で初めて製造を始め、またその弟子数十人を全国に派遣しているとともに、大学等の講習会で教えを受けた者は万人を超えるとの記述がある。この流れに属するものは大木流と呼ばれている。
1915年（大正4年）9月から1920年（大正9年）1月までの間、千葉県千葉郡幕張町実籾（現・習志野市東習志野）に第一次世界大戦中に日本の捕虜となったドイツ兵約1000人が収容されていた「習志野俘虜収容所」があった。1918年（大正7年）高栄養価食品としてソーセージに注目していた農商務省は、ドイツ国内でソーセージ職人だったカール・ヤーンら5人が収容所内でソーセージを製造している事を聞きつけ、千葉市に新設された農商務省畜産試験場の飯田吉英技師を収容所に派遣し、カール・ヤーン達からソーセージ製造の秘伝を公開してもらった。このソーセージ製造技術は農商務省の講習会を通じて、日本全国の食肉加工業者に伝わった。この事から、習志野市は「日本のソーセージ製法 伝承の地」といわれるようになった。また、捕虜となったドイツ人の何人かは日本にとどまり、ヘルマン・ウォルシュケ、アウグスト・ローマイヤー、カール・ブッチングハウスなどは日本にソーセージの文化を広める事に貢献するのであるが、当時は日常に親しまれていた食品ではなく、普及するまでには相当の時間を要した。一方、北海道では1919年に来日したカール・ワイデル・レイモンの功績が大きい。一般社団法人日本記念日協会は2015年（平成27年）から、11月1日を「ソーセージの日」と認定したが、これが1917年（大正6年）11月1日、「第1回神奈川県畜産共進会」に出品され（大木市蔵の作。出品名義は「江戸清」高橋清七）、品評会に出品された最初の国産品であったことに因む。

### JAS規格による分類
日本では日本農林規格（JAS）によりさまざまなソーセージの独自規格が定められており、原材料や調理法やケーシング（腸もしくはフィルムの皮）によっていくつかの表示できる名称が定められている。
元々は第二次世界大戦後の物資が不足していた時代に、模造食品が横行し食べた人に健康被害などが頻出したことから始まった法制度である。
ソーセージ
家畜、家兎の肉を塩漬したりひき肉にしたりしたものを調味料及び香辛料で調味して、練り合わせた後、ケーシング等に充填。それをくん煙にしたり、加熱したり、乾燥させたりしたもの。
でんぷんや小麦粉、コーンミール、植物性たんぱく、乳たんぱくなどは結着材料として原材料中15%までなら良いとしている。それ以外に野菜や穀類、チーズ、ベーコン、ハムなども原材料中50%までなら加えても良いとされている。
ケーシング・大きさ別
- ウインナーソーセージ - 太さ20ミリメートル未満で羊腸を使用したもの
- フランクフルトソーセージ - 太さ20ミリメートル以上36ミリメートル未満で豚腸を使用したもの
- ボロニアソーセージ - 太さ36ミリメートル以上で牛腸を使用したもの

これらは名称の由来となった地名の製法と必ずしも一致しない。
原料別
- 特級 - 豚肉および牛肉やそれらの脂肪層、調味料、香辛料だけでつくられたもの。結着材料は使用できない。
- 上級 - 豚肉および牛肉やそれらの脂肪層、調味料、香辛料に結着材料を加えたもの。結着材料の使用は5パーセント以下であること、でんぷんや小麦粉、コーンミールなどは3パーセント以下であること。
- 標準 - 馬肉、めん羊肉、山羊肉、家禽、家兎肉など指定された種類の肉が使用できる。
- 混合ソーセージ - 魚肉及び鯨肉が15パーセント以上50パーセント未満のもの。
- 魚肉ソーセージ - 魚肉及び鯨肉が50パーセント以上のもの

魚肉及び鯨肉の原材料に占める重量の割合が15パーセント以上になると「ソーセージ」の規格を外れる。
加工法別
- セミドライソーセージ - 製品の水分量が55パーセント以下のもの。
- ドライソーセージ - 製品の水分量が35パーセント以下のもの。

### 赤いウインナー
日本独自の商品として、赤色102号、コチニール色素などで表面を赤く着色したウインナー・ソーセージがある。これは良質の素材を用いることができなかった昭和中期に考案されたもので、プレスハムなどと同様に発色の悪さを隠すための苦肉の策であったと伝えられている。
しかしながら現在では、たこさんウィンナーに代表されるお弁当の定番として多くの日本人の支持を得ているほか、アニメなどを通じて「日本固有の食材」として海外にもその存在が認知されている。
基本的には、高級なウインナー・ソーセージにはあまり使用されず、お弁当に使われるような比較的に安価な商品において着色されることが多い。

## ソーセージ料理
大きさによって、一本丸ごと使う場合もあれば、ハムのようにスライスする場合もある。
- ホットドッグ
- アメリカンドッグ
- カリーヴルスト
- ボスナ
- ヴルストゼンメル
- ビゴス
- バンガーズ・アンド・マッシュ

## 健康への影響

### 癌
IARC発がん性リスク一覧の発がん性があるとされるグループ1に加工肉が追加されている。

### 食中毒
ソーセージはボツリヌス菌の語源である。ソーセージによる食中毒は、1,000年以上前から起きていたが、ハムとともに発症要因であると判明したのは1870年のことであった。このときラテン語でソーセージを意味する「ボトゥルス（botulus）」を元に「ボツリヌス（ボトゥリヌス）中毒」と名付けられ、のち1895年に原因菌のボツリヌス菌が発見された。
なお、ボツリヌス菌が作り出す毒素は100度で1～2分加熱すれば失活される。今日の日本では、食品メーカーから流通する製品の多くは加熱殺菌済みである。

## ことわざ・比喩
ソーセージと法律（政策）は作る過程を見ない方がいい
ドイツのことわざ。どんなにきれいにまとまった良い政策でも、その立法過程（政治）は根回しなどで、醜悪であるということ。
ソーセージの中身は肉屋と神様しか知らない
スウェーデンのことわざ。真実とは当事者以外には分からないものなので、むやみに他人の言葉を信じて騙されないようにという意味。
両者とも、完成品であるソーセージからは実際に使われている肉の種類や添加物、製造現場の衛生状態などは判別困難であり、ひき肉（血や内臓などを混ぜることもある）や動物の腸など材料の姿も思い浮かばないことから。
ダブル・ミーニングのネタとして
ソーセージ/ウィンナー、またはその語が男性の陰茎を暗喩するダブルミーニングとしてギャグに使われることが多々ある｡（映画『オースティン・パワーズ』シリーズ、空飛ぶモンティ・パイソン『スパムの多い料理店』など）英国では｢Gentleman's Sausage｣がそのままそれを意味するスラングとして通用しており､『トップ・ギア』前司会者ジェレミー・クラークソンも番組中で使用していたとされる｡
日本の電子掲示板（匿名掲示板）では、伊藤ハムのミニウインナーソーセージ商品の「ポークビッツ」が、小さい陰茎を揶揄する表現として用いられることがある。